# ماتيو فلاميني
ماتيو فلاميني (بالفرنسية: Mathieu Flamini)‏، من مواليد 7 مارس 1984 في مارسيليا في فرنسا، لاعب كرة قدم فرنسي.
بدأ مسيرته الكروية مع نادي مارسيليا في موسم 2003/2004، ولعب معهم 14 مباراة، وفي عام 2004 انتقل إلى نادي ارسنال الإنجليزي ولعب معه 102 مباراة سجل خلالها 7 أهداف. في 2008 أنتقل إلى نادي إيه سي ميلان في صفقه مجانيه. في صيف 2013 رجع لفريقه السابق آرسنال في صفقة مجانية أخرى. وفي صيف 2016 تم انتقاله بصفقة حرة إلى كريستال بالاس.

## روابط خارجية
- ماتيو فلاميني على موقع الاتحاد الدولي (مؤرشف)  (الإنجليزية)
- ماتيو فلاميني على موقع الاتحاد الأوربي (الإنجليزية)
- ماتيو فلاميني على موقع إي إس بي إن إف سي (الإنجليزية)
- ماتيو فلاميني على موقع قاعدة بيانات كرة القدم.إي يو (الإنجليزية)
- ماتيو فلاميني على موقع ليكيب (الفرنسية)
- ماتيو فلاميني على موقع ناشيونال فوتبول تيمز (الإنجليزية)
- ماتيو فلاميني على موقع Soccerbase.com (لاعب) (الإنجليزية)
- ماتيو فلاميني على موقع Soccerway.com (الإنجليزية)
- ماتيو فلاميني على موقع عالم كرة القدم.نت (الإنجليزية)
- ماتيو فلاميني على موقع كووورة